# Grotte de Labeil
La grotte de Labeil est une cavité touristique située dans la commune de Lauroux, sur la bordure sud du causse du Larzac, département de l'Hérault. La cavité s'ouvre dans le cirque de Labeil où le Laurounet prend sa source.

## Spéléométrie
Le développement de la cavité est de 1 885 m.

## Géologie
La cavité s'ouvre dans les calcaires dolomitiques du Bathonien. Elle est parcourue par une rivière souterraine qui réapparaît à la fontaine de Baume Baucart (alt. 620 m) non loin de l'entrée de la grotte de Labeil (alt. 650 m) et qui donne le Laurounet.

## Histoire des explorations
La grotte est connue depuis longue date, son entrée a été aménagée (présence de murs) en cave à fromage. 
La première exploration spéléologique relatée est celle de Joseph Vallot en 1889 qui reconnaît la rivière jusqu'à 550 m de l'entrée et dresse une topographie assez fidèle de la grotte.
En 1961, le Spéléo-club alpin languedocien (SCAL) désobstrue quelques passages et en 1972 découvre le « réseau concrétionné », dit réseau du SCAL, à l'est du cours principal de la rivière. En 1974 et 1975, la voûte mouillante est dynamitée et le SCAL explore l'amont de la rivière. Le 18 décembre 1977, la plongée du siphon terminal par Michel Enjalbert permet d'ajouter une cinquantaine de mètres. En 1985 et 1986, Éric Elguero et Jean-Pierre Rouges du Club Loisir Plein Air (CLPA) effectuent la topographie complète de la grotte et lèvent 1 815 m de conduits.
La fermeture de la grotte de Labeil, pour des raisons commerciales de mise en exploitation touristique du site, a interrompu les travaux topographiques.

## Archéologie
Lorsque Joseph Vallot pénètre dans la grotte en 1889, le sable est jonché de poteries, d'ossements humains et d'objets en bronze. Dans les années 1960, la galerie d'entrée fait l'objet de fouilles archéologiques. N. Bousquet et R. Gourdiole reconnaissent plusieurs niveaux d'occupation de l'âge de bronze et du Néolithique.